# Ammannia prieureana
Ammannia prieureana är en fackelblomsväxtart som beskrevs av Jean Baptiste Antoine Guillemin och Per.. Ammannia prieureana ingår i släktet Ammannia och familjen fackelblomsväxter. Inga underarter finns listade i Catalogue of Life.